# Lake Madawaska
Lake Madawaska är en sjö i Kanada.   Den ligger i countyt Renfrew County och provinsen Ontario, i den sydöstra delen av landet, 50 km väster om huvudstaden Ottawa. Lake Madawaska ligger 96 meter över havet. Arean är 12,7 kvadratkilometer. Den sträcker sig 3,9 kilometer i nord-sydlig riktning, och 12,4 kilometer i öst-västlig riktning.
Följande samhällen ligger vid Lake Madawaska:
- Arnprior (9 607 invånare)

Omgivningarna runt Lake Madawaska är en mosaik av jordbruksmark och naturlig växtlighet. Runt Lake Madawaska är det glesbefolkat, med 8 invånare per kvadratkilometer.